# Klimkówka (powiat nowosądecki)
Klimkówka – wieś w Polsce położona w województwie małopolskim, w powiecie nowosądeckim, w gminie Chełmiec.

## Położenie
Wieś leży w zachodniej części Beskidu Niskiego.
W latach 1975–1998 miejscowość należała administracyjnie do województwa nowosądeckiego. 30 czerwca 2004 r. wieś liczyła 275 mieszkańców.

## Części wsi
| SIMC    | Nazwa       | Rodzaj    |
| ------- | ----------- | --------- |
| 0420110 | Działy      | część wsi |
| 0420127 | Granicznik  | część wsi |
| 0420133 | Podświercze | część wsi |

## Historia
Wieś powstała z inicjatywy właścicieli Wielogłów na przełomie XV i XVI wieku. Rejestr poborowy z 1581 roku mówi, iż wieś należała do wdowy Wielogłowskiej, a dzierżawił ją niejaki Kotowski. XVII-wieczne i XIX-wieczne losy wsi są zbieżne z dziejami Wielogłów.

## Zabytki
Obiekt wpisany do rejestru zabytków nieruchomych województwa małopolskiego.
- Chałupa nr 207.